# David Pastrňák
David Pastrňák (Havířov, 25 maggio 1996) è un hockeista su ghiaccio ceco.

## Carriera
La sua carriera è iniziata in patria nella stagione 2011/12 con l'AZ Havířov. Dal 2012 al 2014 ha giocato con il Södertälje SK, mentre nella stagione 2014/15 è approdato in AHL con i Providence Bruins. 
Gioca in NHL con i Boston Bruins dal 2014, eccezion fatta che per una parentesi in AHL con i Providence Bruins nella stagione 2015/16.	
Con la nazionale della Repubblica Ceca ha preso parte a tre edizioni dei campionati mondiali (2016, 2017 e 2018).